# Наш общий друг (фильм)
«Наш общий друг» — советский фильм 1961 года режиссёра Ивана Пырьева по повести Виктора Логинова «На то она и любовь…».

## Сюжет
В Кубанском колхозе доярка Лиза Горлова — бесподобно красивая — натура энергичная, лукавая, сиротским детством наученная свободолюбию и независимости. Вокруг нее стаями вьются ухажёры. Из-за ревности одного из них — молоковоза Володи Лукьянюка, который наплёл журналисту местной газеты, что она якобы моет молоком лицо, и заметка об этом попала на страницы районной газеты. Так Лиза по навету становится изгоем общества. Честная и трудолюбивая девушка находит защиту у парторга Прохора Корнийца, и за его чуткость и смелость полюбила его. Но парторг женат, имеет сына. И роман доярки и парторга не скрыть в колхозе, и любовь Лизы становится предметом пересудов и вмешательства окружающих. Её чувство обречено. Она вынуждена отказаться от любви и уехать из колхоза.

В фильме «Наш общий друг» режиссер с полемическим задором хочет защищать любовь, которую растоптали люди своим грубым вмешательством. Эта тема раскрыта по-пырьевски обнажённо. Её уговаривают покинуть село (Прохор уехал на кратковременные курсы), доказывают и убеждают девушку добровольно отказаться от любви. Она молча слушает то одного руководителя (председателя колхоза), то другого (секретаря райкома). Они хотят ей добра, пекутся о семье Прохора. Слёзы навертываются на ее глазах, но что может поделать простая доярка когда так убедительны слова людей, которых она привыкла уважать! Видно, не её счастье. И Лиза уезжает, куда неизвестно. Вернулся Прохор и не нашел своей любви… Это жестоко. Но это — правда. Художник не «разводил» влюблённых, он стремился быть достоверным и объективным, когда снимал драму не отвергнутой, а погубленной любви…— Искусство открывает мир: статьи о литературе, драматургии, кино / Владимир Фролов. — М.: Советский писатель, 1965. — 285 с. — с. 264

## В ролях
- Наталья Фатеева — Лиза Горловая, телятница
- Виктор Авдюшко — Прохор Никонович Корниец, парторг колхоза «Рассвет»
- Аркадий Аркадьев — Андрей Фомич, председатель колхоза «Рассвет»
- Екатерина Литвиненко — Настасья Ивановна Озорнова
- Борис Юрченко — Володя Лукьянюк, молоковоз, ухажер Лизы
- Владимир Дорофеев — Архип Демьянович Крячко
- Нина Шорина — Маша Кошелева, комсорг
- Григорий Тесля — Иван Федотович Глотаймуха
- Сергей Филиппов — Персиянов, завхоз-выпивоха, разжалованный в сторожа
- Юрий Белов — Синькин, журналист районной газеты
- Раиса Куркина — Лена Корниец, жена парторга
- Александр Дегтярь — Павел Степанович
- Николай Яковченко — Онуфрий Семенович, бухгалтер
- Татьяна Решетникова — Катька Карпенкова, школьница
- Юрий Фомичёв — Семён
- Виктор Хохряков — Рокотов Владимир Иванович, редактор газеты
- Михаил Кононов — Виктор Карягин, школьник-выпускник
- Станислав Чекан — Семен, учетчик
- Варвара Маслюченко — Ульяна Степановна, соседка
- Анатолий Кудинец — Василь
- Валентина Ананьина — звеньевая (нет в титрах)
- Елена Вольская — эпизод (нет в титрах)

## Прокат
В советском кинопрокате 1961 года фильм посмотрели 22,4 млн зрителей: он занял 27-е место в общем прокате, 15-е место среди фильмов СССР того года, и занимает 642-е место среди всех советских фильмов.